# ソニックマニア
『ソニックマニア』（Sonic Mania）は、セガゲームスより2017年8月16日に配信されたゲームソフト。PlayStation 4、Xbox One、Nintendo Switch、PCのマルチプラットフォームタイトル。
2018年7月19日に追加要素を付加したPS4/Switchパッケージ版『ソニックマニア・プラス』を発売。追加要素のみのDLC『アンコールパック』も同時配信された。

## 概要
『ソニック&ナックルズ』、『カオティクス』以来の2Dクラシックシリーズ。過去に発売された『ソニック・ザ・ヘッジホッグ』をはじめ、『ソニック・ザ・ヘッジホッグ2』、『ソニック・ザ・ヘッジホッグCD』、『ソニック・ザ・ヘッジホッグ3』、『ソニック&ナックルズ』より選ばれたゾーンをアレンジして収録。その他にも完全新規のゾーンも収録されている。
各キャラクターや背景は主に当時のようなドットで描かれているが、コマ数が増えている等、より強化されたグラフィックとなっている。CGが使われている場面も存在する。
ソニックの新アクションとしてはドロップダッシュが追加されており、スピンジャンプの後に加速することができる。
開発チームは、ソニックのファンゲームやROMハッキングコミュニティで知られるメンバーで構成されている。開発にはかつてセガと契約し、『ソニック・ザ・ヘッジホッグ』のモバイル移植版を開発した経験を持つ開発者・ディレクター・プログラマーのクリスチャン・タックスマン・ホワイトヘッドが、ソニックチーム総括プロデューサーの飯塚隆にプレイ可能なプロトタイプを提出したことから始まった。アート・環境デザイン・音響、追加のプログラミングは、独立系スタジオのPagodaWest GamesとHeadcannonが担当した。開発チームはホワイトヘッドのRetro Engineを使用し、メガドライブとセガサターンのゲームの中間のグラフィッククオリティを目指して開発された。

## あらすじ

### ストーリーモード
ある日、Dr.エッグマンは5体のエッグロボを指揮してファントムルビーと呼ばれる宝石の発掘を成功させた。
ソニックとテイルスはエッグマンの妨害に来たが、ファントムルビーの力が発動しエッグロボはハードボイルドヘビーズ（ HBH ）と呼ばれる存在に変貌し、さらにはエッグマン達がいた場所から遠く離れた森に住むナックルズまでもが見知らぬ場所へと転送される。

### アンコールモード
ソニックは『フォース』の世界から帰還したが、一緒に飛ばされて来たファントムルビーがどこかへ行く。あとを追いかけると、レイとマイティーがエッグマンのカプセルに閉じ込められている姿を発見し、助ける。助けた2人の内どちらか片方に近づくと、もう片方は倒したはずのヘビーマジシャンが化けた偽物だったことが判明する。
ヘビーマジシャンはファントムルビーを奪い、スクラップになっていた他のHBHにファントムルビーを渡して復活させ、ソニックたちと共に前の戦いとは似て非なる場所にワープする。

## 登場キャラクター
ソニック・ザ・ヘッジホッグ
本作の主人公である、史上最速のハリネズミ。いつも通りエッグマンを追いかけるが、ファントムルビーの力によって事件に巻き込まれる。
なお、同年に発売された『ソニックフォース』のクラシックソニックと同一人物。カオスエメラルドを全て集めて「ストーリーモード」をクリアした時に別の世界に迷い込んだような描写があり、『ソニックマニア アドベンチャーズ（以下アドベンチャーズ）』及び「アンコールモード」も『フォース』終盤の「向こうの世界」のテイルス達との別れの直後のシーンからストーリーが始まっている。
マイルス"テイルス"パウアー
2本の尻尾を持った心優しいキツネ。飛行能力のヘリテイルやトルネード号でソニックをサポートする他、プレイヤーキャラクターとしても活躍する。
ナックルズ・ザ・エキドゥナ
マスターエメラルドを守護する赤いハリモグラ。いつも通りエメラルドを守っていたところ、HBHによって事件に巻き込まれる。また、ソニックやテイルスとは操作がかなり異なり、ステージ構成も変わってくる。アニメ作品である『アドベンチャーズ』では、ソニック達を面倒ごとを運んでくる厄介者と考えていたり、ソニックの飛行機トルネード号をエッグマンが奪って利用していたとはいえソニックがマスターエメラルドを盗んだと勘違いしたりするなど、いつも通り勘違いでソニックを敵視し、コミカルに表されている。5話ではメタルソニックを殴り飛ばし、マスターエメラルドを取り戻して去って行った。なお、マイティーとは『カオティクス』で共演しているが、レイにマイティーのこと聞かれた際は知らなそうな顔をしていた。
Dr.エッグマン
ソニック達の宿敵で悪の天才科学者。ファントムルビーを採掘し、HBHを従えてエッグロボを作成しようと企む。
様々なステージでソニック達を妨害するが、最終的にはヘビーキングに裏切られ、アンコールモードではファントムルビーの暴走に巻き込まれるなど、いつも以上に酷い目にあう最後を遂げる。
『アドベンチャーズ』にも1話から登場。ソニックを罠に嵌めて逆に自分が爆発に巻き込まれたり、第1話で端末を落としてソニックに奪われ、それによって第5話でソニック達に逆転されるなど相変わらずどこか抜けている。一方、蹴っ飛ばして放置していたメタルソニックがリボンを付けられて花を持っている姿を見てソニック（正確にはナックルズだが）に負けたことを許し、基地に入れる一面を見せた。
ハードボイルドヘビーズ（HBHエッグロボ）
Dr.エッグマンによって作られた5体のエッグロボ。当初はエッグマンの命令に忠実だったが、発掘したファントムルビーの影響で姿が大きく変わり、ソニック達に襲いかかる。姿が変化した影響で個々の自我が強くなり、エッグマンの命令を無視して、最終的には裏切る。
ハードボイルドヘビーキングロボ
HBHのリーダー。がっちりとした見た目に王様らしい堂々とした風貌をしている。マスターエメラルドを奪おうとするが、ナックルズに妨害され戦闘となる。最後の最後でエッグマンを裏切り、ファントムルビーの力で「ファントムキング」へと変貌する。
ハードボイルドヘビーガンナーロボ
ロケットランチャーなどの火力の強い武装を好む、警官型エッグロボ。自身が背負うジェットパックやヘリコプターに乗り込む事など、空を飛んで移動し、徒歩での移動はしない。
ハードボイルドヘビーシノビロボ
『ソニック・ザ・ヘッジホッグ2』に登場したヒトデ型エッグロボ・テルスターを手裏剣代わりに扱う忍者型ロボット。前方に何回も回転しながら大きく跳躍する移動を行う。装備している忍者刀はダメージは無いが、斬った相手を凍らせる能力がある。
ハードボイルドヘビーマジシャンロボ
手品の使い手。シルクハットからは鳩のマジックの様に大型のナール（『ソニック・ザ・ヘッジホッグ 』に登場したイモムシ型エッグロボ）を召喚する。直接戦う際にはファング・ザ・スナイパーやビーン・ザ・ダイナマイト、バーク・ザ・ポーラーベアーに変身する。ジェットパック無しで浮遊しており、どうやって飛んでいるのかは不明。
アンコールモードでは、唯一の生き残りだったため、ファントムルビーを奪って、HBHを復活させる。
ハードボイルドヘビーライダーロボ
騎士のような姿をしたエッグロボ。ジミーと名付けた暴走する巨大モトラを乗りこなして襲いかかる。
メタルソニック
ソニックを模した戦闘ロボット。『ソニック・ザ・ヘッジホッグCD』で初登場した。今回はレース勝負ではなく、一定の距離まで逃げて、途中からダメージを与えられるようになる。
アンコール導入前では最後にトゲ付きの壁が迫ってくる中戦闘を行っていたが、アンコール導入後はエッグマンから投げ与えられたファントムルビーの力で『カオティクス』の最終ボスを彷彿とさせる姿へと変身する。
『アドベンチャーズ』では4話以降に登場する。レイを人質にとり、マイティーからカオスエメラルドを奪い取った後、7つのカオスエメラルドでソニック、テイルス、マイティー、レイの4人を一時圧倒するが、テイルスの機転とソニックのスピンで壁に叩きつけられた後、最後の切り札としてマスターエメラルドを取り出した瞬間ナックルズに殴り飛ばされ、エッグマン達と基地の壁を貫いてどこかへ飛んでいった。その後共に飛ばされたエッグマンに蹴り飛ばされ、放置され雪に埋もれていた所を偶然エミーによって発見されたのち、リボンと花をつけられてエッグマンの元まで送り返され、エッグマンに抱えられる形で基地に入れてもらった（道中はさすがに長距離を持ち上げて運ぶのは無理だったのか、エミーに足を持って引きずられていた）。
マイティー・ザ・アルマジロ
『プラス』で追加。『セガソニック・ザ・ヘッジホッグ』で初登場したアルマジロ。怪力の設定は健在で、ゲーム本編ではギミックをストンピングによるハンマードロップで破壊する事が出来、『アドベンチャーズ』では岩をメタルソニックにぶつけたりレイを垂直に高く放り投げたりしている。
家庭用ゲーム機にマイティーが初登場した『カオティクス』では、窮地に立てば凄い力を発揮するが、荒っぽいことが嫌いなおっとりした性格の持ち主と設定されている。
レイ・ザ・フライングスクイレル
『プラス』で追加。『セガソニック・ザ・ヘッジホッグ』に登場したムササビ。エアーグライドで空を飛ぶ事が出来る。『アドベンチャーズ』3話からも登場。親友のマイティーを探しており、偶然出会ったナックルズに尋ねていたが、マスターエメラルドに触ろうとしたため、放り投げられて飛んでいった。4話でマイティーと再会を果たすがメタルソニックに人質にされてしまう。その後、ソニック達と共同してメタルソニックに立ち向かった。
エミー・ローズ
『アドベンチャーズ』6話にのみ登場。ゲーム本編には一切登場しない。
エッグマンによって捨てられ雪の中に埋もれていたメタルソニックに偶然足を引っ掛け発見。
かつて自身を誘拐したこともあり、最初は警戒していたが、放っておけなかった為、倒れてきたヤシの木から助けた後はエッグマンの元まで引きずって行く。メタルソニックの頭にリボンを貼り付け、花を渡してインターホンを押し、岩陰から（いつの間にか来ていたソニックと一緒に）見守った後、二人が和解したことを喜び、ソニックにも花を渡して去って行った。
なお、デザインはソニック達同様クラシック準拠の冬服で、ピコピコハンマーも（モダンスタイルよりもかなり小型だが）所有している。

## ストーリーモード（Mania Mode）
ソニック、テイルス、ナックルズの中から好きなキャラクターを選んで12ゾーン24アクトをクリアしていくメインモード。『プラス』ではマイティー、レイが追加されて、5人の中から選ぶことができる（追加された2人は他のモードでも使用可能）。
今作にはセーブ機能が存在し、『ソニック・ザ・ヘッジホッグ3』と同様の仕様を採用している。
ソニックとテイルスでプレイする場合、2Pでテイルスを操作することもできる。

## アンコールモード（Encore Mode）
『プラス』で追加されたモード。ストーリーモードと異なる部分としてソニック・テイルス・ナックルズ・マイティー・レイをプレイ中に任意で変更可能になっている点や、ステージ構成などが挙げられる(例えばmetallic madnessの場合、序盤にある回転床がmania modeだと1つづつ回転するのが、同時に回転するなど）残機の概念がなく、ソニック・テイルス・ナックルズ・マイティー・レイが全滅するとゲームオーバーとなる。

## タイムアタック（Time Attack）
1つのアクトをプレイし、要した時間をインターネットに登録することができる。ボスは登場しない。
選べるアクトは最初は少ないが、ストーリーモードで1度クリアしたアクトはいつでもプレイできる。

## 対戦モード（Competition）
1Pと2Pで好きなキャラクターを選び、対戦する。タイムアタックと同様、選べるアクトは最初は少ないが、ストーリーモードで1度クリアしたアクトは対戦で選択可能になる。
ゴール時リング枚数・トータルのリング枚数・スコアー・アイテムの数・所要時間の5つの項目を比較し、勝る項目が多い方が勝者となる。2人で対戦している時に最終結果で同点になった場合は、延長戦として後述のケミカルプラントゾーンでプレイした『ドクターエッグマンのミーンビーンマシーン（ぷよぷよ）』で対戦が行われ、勝った方が勝者となる。
『プラス』では4人対戦が可能になっている。

## アイテム
ビッグ10リング
リングが10枚手に入る。
ハイパーリング
リングが結合し、回収しやすくなる。
ハイスピード
しばらくの間、移動速度が速くなる。
1UP
残り人数が1人増える。
無敵
一定時間無敵になる。
バリア
敵の攻撃を1回だけ防ぐ。
フレイムバリア
敵の攻撃を1回だけ防ぐ他、敵弾の一部および炎によるダメージを無効化するが、攻撃に当たるか水に入ると消える。ソニックのみ特殊アクション「火の玉ダッシュ」を使用する事が可能になる。
アクアバリア
敵の攻撃を1回だけ防ぎ、それまでは敵弾の一部によるダメージを無効化。また水中に入っても消えず、息継ぎも不要になる。ソニックのみ特殊アクション「連続バウンド」を使用する事が可能になる。
サンダーバリア
敵の攻撃を1回だけ防ぐ他、敵弾の一部および電撃によるダメージを無効化する。周囲のリングを引き寄せるが、攻撃に当たるか水に入ると消える。ソニックのみ特殊アクション「二段ジャンプ」を使用する事が可能になる。
エッグマン
取るとダメージを受ける。
テレポーター
2人の場所を入れ換える。対戦モードのみ。
ランダム
ランダムでアイテムを入手。対戦モードのみ。

## ゾーン
Green Hill Zone（グリーンヒルゾーン）
『ソニック・ザ・ヘッジホッグ』より。草原を走り抜けるソニックシリーズを代表するゾーン。
ACT1は基本的には原作に準拠しているが、ACT2では背景が青空から地下洞窟に変わり、手で掴むリフトなど新しいギミックを加えて大胆にアレンジされている。
ゾーン内には『2』のエメラルドヒルゾーンのコークスクリュー、『ジェネレーションズ』のグリーンヒルゾーンのように地下洞窟を進むなど、歴代の草原ステージの要素を取り入れたアレンジがなされている。
また、ACT2の背景は初代『ソニック・ザ・ヘッジホッグ』で没になった岩場の背景に似ているとも言われている。
ACT1の中ボスは『初代』グリーンヒルゾーンのエッグモービル-Hをアレンジした「DD Wrecker」、ACT2のボスは『2』の最終ボス「 Death Egg Robot(デスエッグロボ)」が待ち構える。
アンコールモードでは背景が『アドバンス3』のサンセットヒルのような夕焼けに変わる。
Chemical Plant Zone（ケミカルプラントゾーン）
『ソニック・ザ・ヘッジホッグ2』より。Dr.エッグマンによる化学工場。
原作のスピードを出しやすい地形や圧死や溺死を誘うギミック、螺旋状のパイプなどは健在。
ACT2では触れるとダメージを受ける薬液に凝固剤を流し込み、バウンドする地形へと変化させるといった新ギミックが登場する。
ACT1は普通の中ボス（『3』のアイスキャップゾーンACT1ボス「Big Icedus」に似たロボット）だが、ACT2のボス戦は『ドクターエッグマンのミーンビーンマシーン（ぷよぷよ）』そのままとなっており、条件を満たすと後述のミニゲームとしても遊ぶことができる。
Studiopolis Zone（スタジオポリスゾーン）
新規ゾーン。映画やテレビ局をモデルとしているが、Act1は加えてジョイポリスもモチーフとなり『セガソニックポップコーンショップ』などのソニックをはじめとしたSEGAにまつわる様々な小ネタが盛り込まれている。
ACT1はHBHの一体「ヘビーガンナー」との戦いの場でもある。
Flying Battery Zone（フライングバッテリーゾーン）
『ソニック&ナックルズ』より。Dr.エッグマンの飛行艇。サンダーバリアを保有している状態だと、磁力波によって艦内の天井を伝った移動が可能になる。
Press Garden Zone（プレスガーデンゾーン）
新規ゾーン。印刷工場と庭園を舞台にしたゾーンだが、Act2では外部が雪で覆われていることがわかる。
ACT2のボスとしてHBHの一体「ヘビーシノビ」が登場する。
Stardust Speedway Zone（スターダストスピードウェイゾーン）
『ソニック・ザ・ヘッジホッグCD』より。星空の輝く夜の街を進んでいく。原作である『ソニック・ザ・ヘッジホッグCD』は現代、過去、未来を行き来できる内容となっており、各ステージに現代・過去（Past）・良い未来（Good Future）・悪い未来（Bad Future）の4つの姿が存在するが、本作ではAct1は緑に覆われた過去を、Act2は現代を舞台としている。Act1クリア後にタイムワープが挿入され、画面が切り替わってAct2が開始される流れのため、Act1で装備していたバリアがAct2に持ち越されない。
新しいギミックとして上方向に飛ぶロケット花火が追加された。
中ボスは『CD』でも中ボスになった悪名高い雑魚敵「ホタル」の強化版「ホタルハイワット」、ボスは原作同様「メタルソニック」が登場する。
ACT2のボス戦では、『OVA』のエッグジェネレータに似た装置や『アドベンチャー』のカプセルなどメタルソニックにまつわる小ネタが多い。
アンコールモードではAct1は原作に存在しないカラーリングに、Act2は原作の悪い未来のステージのカラーリングをモチーフとしたものになっている。
Hydrocity Zone（ハイドロシティゾーン）
『ソニック・ザ・ヘッジホッグ3』より。ルートが入り組んだ地下水路のゾーン。
GG版『2』や『ソニック＆テイルス2』から泡に入って浮かぶギミックが新しく追加されている。
Mirage Saloon Zone（ミラージュサルーンゾーン）
新規ゾーン。西部劇の世界観を彷彿とさせる岩石砂漠。ソニック＆テイルスの場合、Act1ではSky Chase Zone（『ソニック・ザ・ヘッジホッグ2』のゾーン）と同じ空中戦地帯が存在する。
Oil Ocean Zone（オイルオーシャンゾーン）
『ソニック・ザ・ヘッジホッグ2』より。海にオイルが流出された工場地帯。Act2では施設の破壊によって徐々に空気環境が悪化し、Sandopolis Zone Act2(『ソニック&ナックルズ』のゾーン)と同様吊りスイッチを引かないと一定時間でダメージを受け始める。
Lava Reef Zone（ラバーリーフゾーン）
『ソニック&ナックルズ』より。危険な溶岩が溢れる火山の火口へと続く坑道。溶岩はフレイムバリアにより接触ダメージを受けなくなる。
Metallic Madness Zone（メタリックマッドネスゾーン）
『ソニック・ザ・ヘッジホッグCD』より。Dr.エッグマンが総力を上げて作り出した巨大要塞。新たに画面の奥と手前を行き来するギミックが登場している。
Titanic Monarch Zone（タイタニックモナークゾーン）
新規ゾーン。Dr.エッグマンとHBHの最後の要塞。Act2ではファントムルビーによる影響が現れ、ワープゾーンが随所に出現している。

## スペシャルステージ/ボーナスステージ

### スペシャルステージ
アクトに隠された巨大リングに触れることで入ることができる。3Dステージとなっており、ソニックも『ソニックR』を彷彿とさせる立体的な姿になっている。コース前方を走るUFOに接触することでカオスエメラルドを手に入れることができる。
コースにはリングとブルーボールが配置されている。リングを取ると残り時間が増え、ブルーボールを一定数取るとソニックのスピードが上がる。リングが無くなるか、奈落に落ちると強制終了となる。カオスエメラルドを7つ全て集めると、 スーパーソニック（テイルス・ナックルズ・レイ・マイティーも可）に変身できるようになる。

### ボーナスステージ
ポイントマーカーを通過した時、リングを25枚以上持っていると入ることができる。『ソニック・ザ・ヘッジホッグ3』等に登場したブルースフィアをプレイでき、クリアするとメダルを手に入れられる。クリア時にステージ内にあるリングを全て取得したかによってメダルの色が変わり、集めずに普通にクリアすると銀メダル、全て取得した状態でクリアすると金メダルが貰える。
ブルースフィアオールクリア後のストーリーモードやアンコールモードではピンボールステージとなっておりアイテムを調達したりまだ合流していないキャラクターを獲得したり（アンコールモードのみ）できる。

## シークレット/その他

### シークレット（Secret）
ストーリーモードを始める際のオプション。メダルを手に入れることで項目を増やす事が出来る。
ver1.03以前のバージョンではセーブ無し（No Save）のデータでしか実行できなかったが、アンコールパックが配信されたver1.04以降のバージョンではセーブデータのあるデータでも実行できるようになって、セーブが可能になった。
Debug Mode
リングやアイテム等のオブジェクトを設置する事が出来るようになる。
Sonic Ability
ソニックの能力を変更する事が出来る。"Mania"ならドロップダッシュ、"CD"ならチャージダッシュ、"3&K"ならW回転アタックが可能。
&Knuckles Mode
後ろにナックルズを引き連れてプレイする事ができる。メインキャラをナックルズにするとエンディングが変わる。

### その他（Extra）
いわゆるおまけモード。最初はクレジット（Staff Credits）しか無いが、メダルを集めることで増やすことができる。
Blue Spheres
ボーナスステージに登場したブルースフィアを遊ぶことができる。2種類のモードから選択できるが、どちらもステージはランダムで決まるため、ステージを任意に選択できない。
"ORIGINAL"はこれまでと同様のルールで、ステージはボーナスステージと同様のステージでプレイする。
"MANIA"は新たにグリーンボールとパープルボールが追加され、ステージはこのモードで新たに用意されたステージでプレイする。グリーンボールは2度通過しないとレッドボールに変化せず（1度通過するとブルーボールに変化する）、グリーンボールがある状態でレッドボールで囲んでもリングに変化しない（リングに変化するためにはブルーボールに変える必要がある）。パープルボールは通過すると、設置されている別のパープルボールへワープするもので、ワープされる場所はランダムで決まる。
Mean Bean
ケミカルプラントゾーンのACT2ボス戦で登場した『ドクターエッグマンのミーンビーンマシーン』を単体で遊ぶ事が出来る。本編と同様のCPU対戦（CPUのレベルを5段階から選択可能）の他、2人対戦も可能。いずれもBGMには『ぷよぷよ』の「FINAL OF PUYO PUYO」の新規アレンジが使用されている（『ミーンビーンマシーン』では対戦モードで使用されていた）。
サウンドテスト（D.A.Garden）
ゲーム中の音楽を聴くことができる。
クレジット（Staff Credits）
スタッフクレジットを観ることができる。

## ソニックマニア アドベンチャーズ
『ソニックマニア・プラス』の発売を記念して製作されたショートアニメ。制作はネコプロダクション。『ソニックフォース』とアンコールモードの間のストーリーと紹介されているが、実際はアンコールモードも『フォース』から帰還後の話である為、実質パラレルワールドとなっている。

### 各話リスト
| 話数  | サブタイトル           |
| ----- | ---------------------- |
| 第1話 | ソニックが帰ってきた！ |
| 第2話 | ソニックと相棒         |
| 第3話 | &ナックルズ            |
| 第4話 | マイティーとレイ       |
| 第5話 | メタル大乱闘           |
| 第6話 | 特別編 エミーの贈り物  |